# Peterborough
Peterborough è una città del Regno Unito di 215 700 abitanti. Insieme ad alcuni sobborghi, costituisce un'autorità unitaria, compresa nella contea del Cambridgeshire, a cui è tuttavia legata da un'unica autorità combinata. Lo status di città è del 1541.

## Geografia fisica

### Territorio
La città è sita nella regione Est dell'Inghilterra (East of England), sulle rive del fiume Nene, che scorre nel centro. Dal centro di Londra dista 137 km, 64 da Cambridge, 137 da Birmingham, 67 da Leicester, 190 da Leeds, 223 da Manchester, 287 da Liverpool e 521 da Glasgow.

## Storia

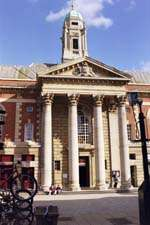
Municipio

### Età romana
I Romani costruirono un forte chiamato Durobrivae nel 43 dopo Cristo nelle vicinanze, che poi diventò una città.

### Storia contemporanea
Precedentemente parte del Northamptonshire, Peterborough fu designata new town nel 1968, diventando oggetto di intenso sviluppo urbanistico, culminato in un aumento della popolazione del 45% tra il 1971 e il 1991.

## Monumenti e luoghi d'interesse
- Cattedrale di Peterborough, dedicata a San Pietro, San Paolo e Sant'Andrea, in stile gotico perpendicolare è stata consacrata nel 1238. La sua particolarità è la facciata tripla, con le statue dei tre santi a cui è dedicata. Nella cattedrale sono state sepolte due regine: Caterina d'Aragona, prima moglie di Enrico VIII e Maria Stuarda, il cui corpo venne successivamente trasferito nell'Abbazia di Westminster a Londra. Una visita alla cattedrale ispirò lo scrittore Ken Follett a scrivere il romanzo I Pilastri della Terra.[2]
- Castel Woodcroft

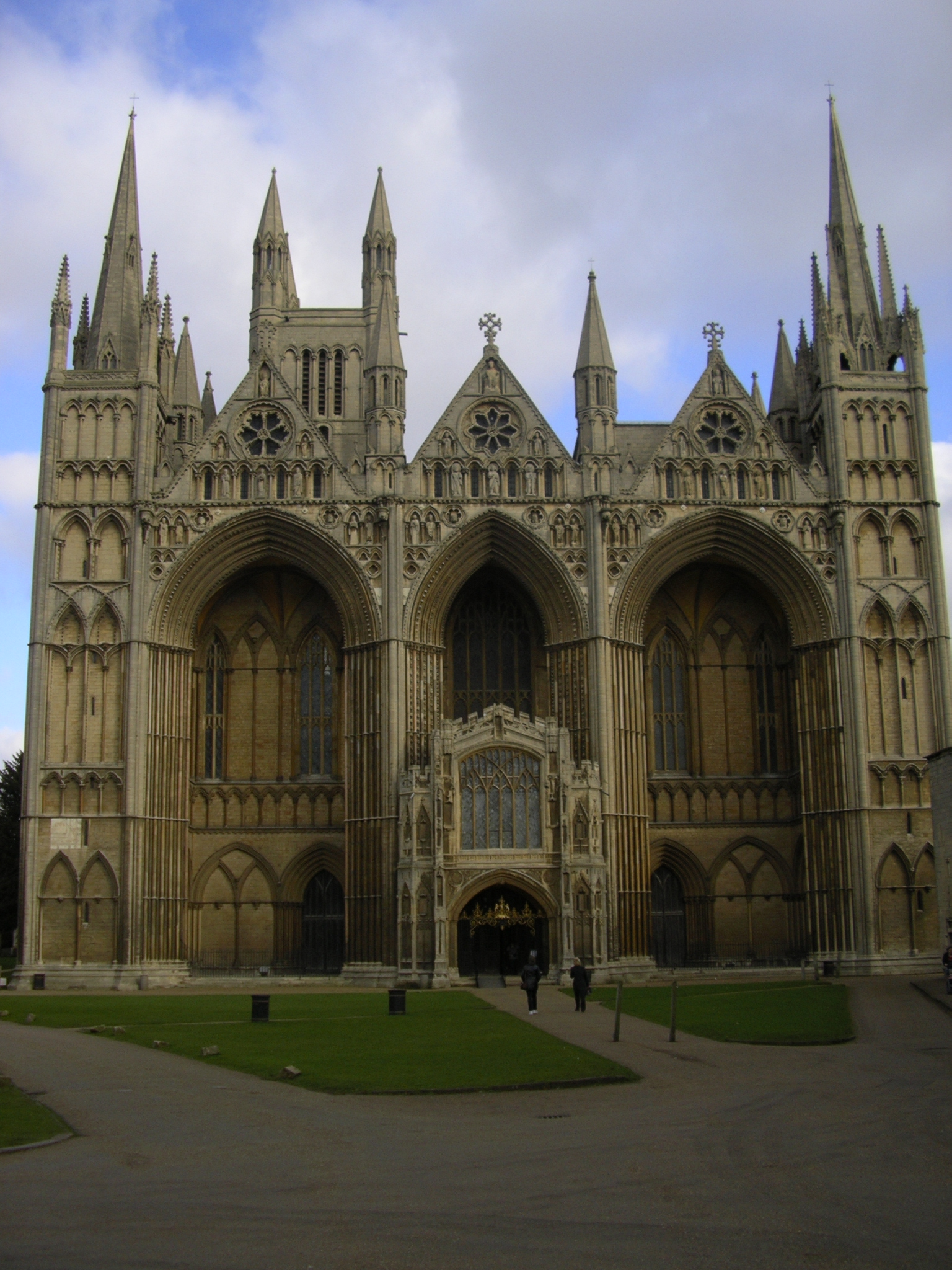
Cattedrale
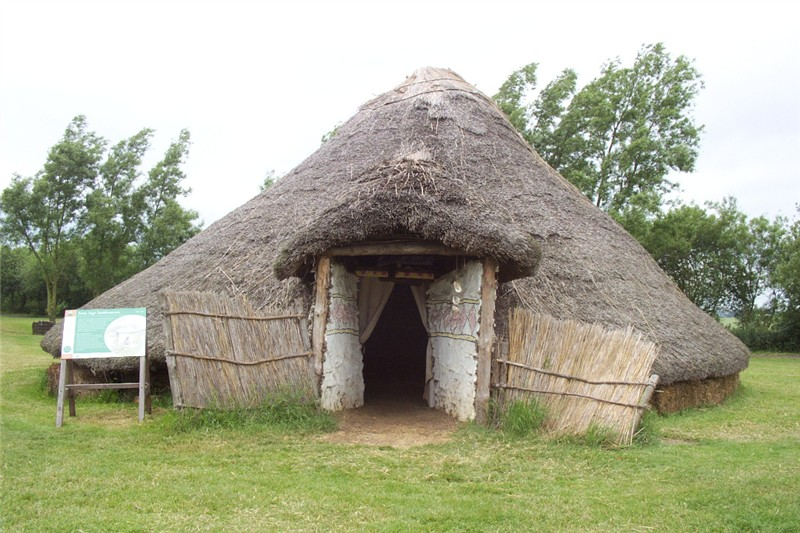
Flag Fen
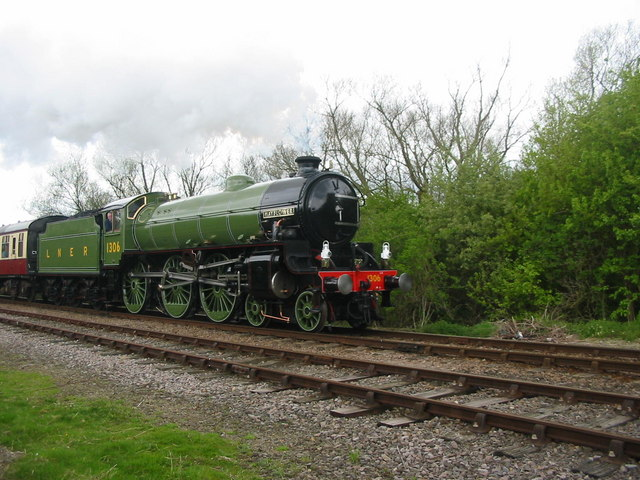
Una locomotiva a vapore della N.V.R.
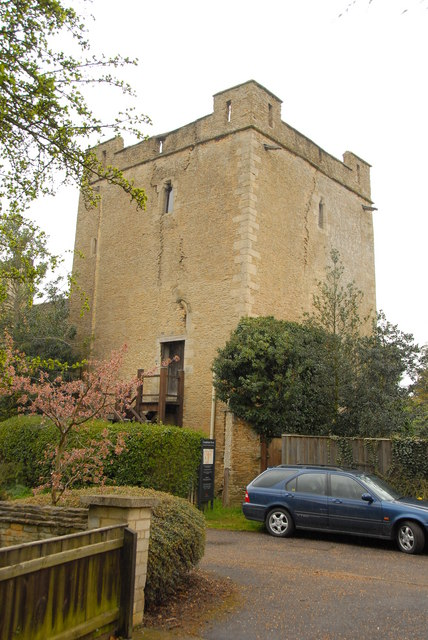
Longthorpe Tower

## Società

### Evoluzione demografica
Piuttosto numerosa è la comunità italiana, principalmente proveniente dall'Italia meridionale, a causa dell'emigrazione avvenuta nel corso degli anni cinquanta. Per tale flusso migratorio Peterborough è, dopo Bedford, una delle città inglesi con maggior numero di italiani fra i residenti.
| Anno | City             | Soke             | Redistricted     |
| ---- | ---------------- | ---------------- | ---------------- |
| 1901 | 30,872           | 41,122           | 46,986           |
| 1911 | 33,574           | 44,718           | 53,114           |
| 1921 | 35,532           | 46,959           | 58,186           |
| 1931 | 43,551           | 51,839           | 63,745           |
| 1939 | 49,248           | 58,303           | 69,855           |
| 1951 | 53,417           | 63,791           | 76,555           |
| 1961 | 62,340           | 74,758           | 89,794           |
| 1971 | 69,556           | 85,820           | 105,323          |
| 1981 | 131,696          | 131,696          | 131,696          |
| 1991 | 155,050          | 155,050          | 155,050          |
| 2001 | 156,060          | 156,060          | 156,060          |
| 2011 | 183,600 (+16.6%) | 183,600 (+16.6%) | 183,600 (+16.6%) |
| 2021 | 215,700 (+17.5%) | 215,700 (+17.5%) | 215,700 (+17.5%) |

## Cultura
Nelle vicinanze si trova Flag Fen, sito archeologico risalente all'età del bronzo. In città c'è la Saint John Fisher Catholic High School.

## Infrastrutture e trasporti

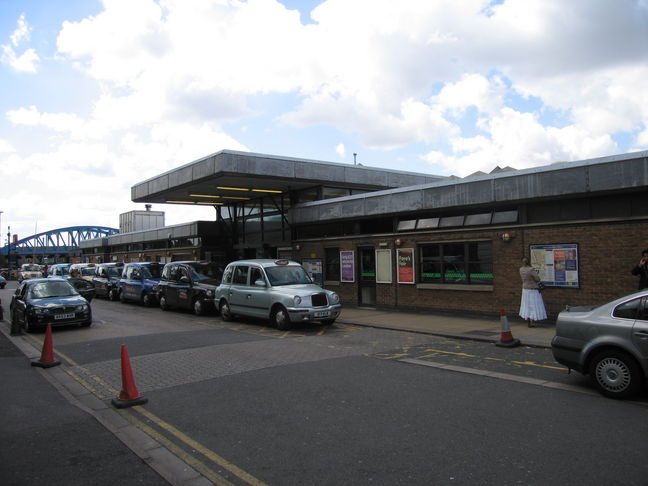
Stazione ferroviaria

Peterborough è un importante nodo ferroviario il cui scalo principale è la stazione di Peterborough, all'incrocio tra le linee Londra (King's Cross)-Leeds-York-Newcastle-Edimburgo-Glasgow e Birmingham-Leicester-Cambridge-Stansted-Londra (Liverpool Street). Fra le linee minori vi è quella per Lincoln ed una piccola ferrovia turistica a "vapore", la "Nene Valley Railway" (N.V.R.), per la vicina Wansford.

L'arteria stradale principale è la A1 Londra-Edimburgo (dalle caratteristiche di una superstrada) e gli aeroporti più vicini sono quelli di Londra-Stansted (IATA: STN), a 102 km; e Londra-Luton (IATA: LTN), a 108 km.

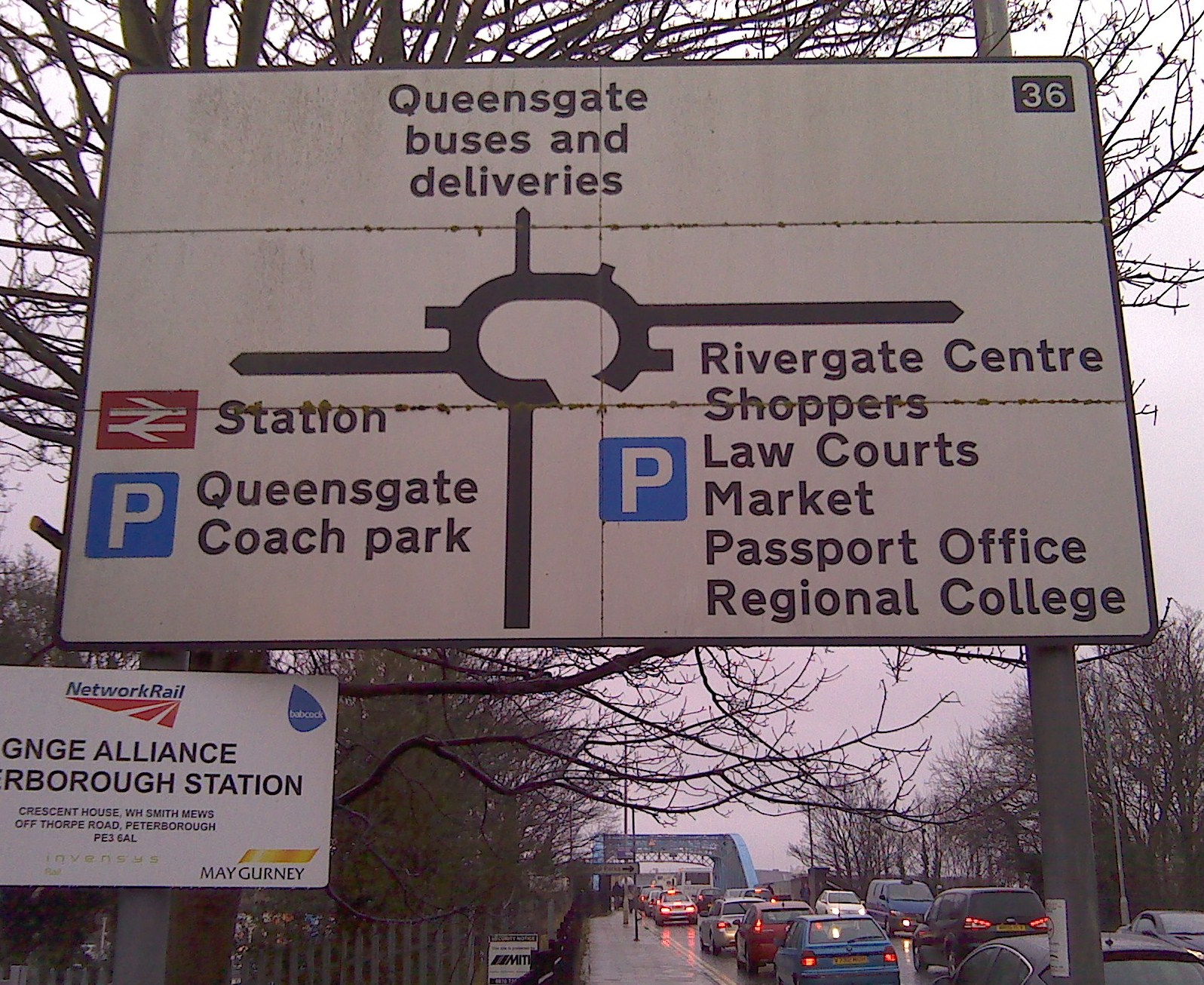
Rotonda numerata di Peterborough.

## Geografia antropica

### Suddivisione amministrativa

#### Quartieri
La città di Peterborough si suddivide nei seguenti quartieri: Bretton, Dogsthorpe, Eastfield, Eastgate, Fengate, Fletton (Old F. e New F.), Gunthorpe, Hampton, Longthorpe, Millfield, Netherton, Newark, New England, The Ortons (O.Brimbles, O.Goldhay, O.Longueville, O.Malborne, O.Southgate, O.Waterville ed O.Wistrow), Parnwell, Paston, Ravensthorpe, Stanground, Walton, Werrington, West Town, Westwood e Woodston.

#### Parrocchie civili
L'area comunale è suddivisa in 30 parrocchie civili.
Quelle segnate con l'asterisco (Orton, Stanground e Werrington) corrispondono agli omonimi quartieri cittadini.
- Ailsworth
- Bainton
- Barnack
- Borough Fen
- Bretton
- Castor
- Deeping Gate
- Etton
- Eye
- Glinton
- Helpston
- Marholm
- Maxey
- Newborough
- Northborough
- Orton Longueville (*)
- Orton Waterville (*)
- Peakirk
- St. Martin's Without
- Southorpe
- Stanground (*) (abolita nel 2004)
- Sutton
- Thorney
- Thornhaugh
- Ufford
- Upton
- Wansford
- Werrington (*)
- Wittering
- Wothorpe

## Economia
Peterborough è oggi considerata una delle capitali dello shopping in Inghilterra. La più grossa struttura a tal riguardo è il centro commerciale "Queensgate", sito nel mezzo della città.

## Amministrazione

### Gemellaggi
Gemellaggi:
- Alcalá de Henares
- Bourges
- Forlì
- Foggia
- Viersen
- Vinnycja

Amicizie:
- Ballarat
- Kwekwe
- Pécs
- Peterborough
- Peterborough
- Peterborough
- Peterborough (Victoria)

## Sport
La squadra calcistica locale è il Peterborough, che disputa le sue gare casalinghe nel "London Road Stadium". La compagine, lungo la sua storia, ha disputato vari campionati fra la seconda e la quarta serie del campionato inglese, e nel 2009 è ritornata in Football League Championship (la Serie B inglese) dopo quasi 20 anni di assenza.